# Голям Богдан
Голям Богдан или само Богдан е най-високият връх в Средна гора (1604 m), България.

## Местоположение
От всички страни е притиснат от гори, но на юг и на север се откриват прекрасни гледки към върховете Барикадите и Влък. В южното подножие на върха, сред буковата гора се тъмнеят огромни скали, покрити с мъх и здравец, които се наричат „Детелинова грамада“. От връх Богдан водят началото си реките Пясъчник, Крива река и Луда Яна.

## Име
Връх Голям Богдан, както и връх Малък Богдан, носят името на легендарния хайдутин – Богдан войвода.

## Резерват
Резерват „Богдан“ (обявен през 1972 г.) опазва вековна букова гора. В него се намира историческата забележителност „Детелинова грамада“. Друга защитена територия е „Донкина гора“ (обявена за защитена територия през 1979 г.) – тук може да бъде видяна двойка от редкия и световно застрашен от изчезване вид царски орел (Aquila heliaca). В буковите гори сравнително чести са дъждовникът (Salamandra salamandra), обикновената чинка (Fringilla coelebs), буковият певец (Phylloscopus sibilatrix), а в откритите части – червеногърбата сврачка (Lanius collurio), обикновената кукувица (Cuculus canorus), обикновеният мишелов (Buteo buteo) и сивата овесарка (Emberiza calandra). Районът се обитава от сърни (Capreolus capreolus), жълтокоремни бумки (Bombina variegata) и мн. др.

## Туризъм
- Връх Богдан е сред инициативата Покорител на десетте планински първенци на Български туристически съюз. Печатът се намира в туристически спални „Войводенец“ и „Богдан“ и в хижа „Средногорец“.
- Връх Богдан е сред 100 национални туристически обекта на БТС (до 2013 година).

Туристическата маркировка не е подържана, липсва в големи участъци и се нуждае от подобрение. Районът има огромен туристически потенциал и това изисква повече грижи за подобряването ѝ.

## Други
На връх Богдан е наречена улица в квартал „Подуене“ в София (Карта).